# Joseph Jastrow
Joseph Jastrow (Varsavia, 30 gennaio 1863 – Stockbridge, 8 gennaio 1944) è stato uno psicologo statunitense.
Nato in una famiglia ebraica, si trasferì con essa a Filadelfia all'età di tre anni. Si laureò in psicologia alla University of Pennsylvania nel 1882, poi lavorò alla Johns Hopkins University dove fu assistente di Charles Sanders Peirce, collaborando con lui in numerosi esperimenti di psicofisica.
Nel 1888 fu nominato professore di psicologia alla University of Wisconsin di Madison. Nel 1893 diresse la sezione di psicologia della Esposizione universale di Chicago. Fu presidente della American Psychological Association nell'anno 1900.
Scrisse molti articoli per varie riviste, tra cui Science e Psychological Review.
Scoprì diversi tipi di illusioni ottiche, tra cui l'illusione di Jastrow e l'illusione anatra-coniglio.

## Opere
- Differences in Sensation, con Charles Sanders Peirce (1890)
- Time Relations of Mental Phenomena (1890)
- Epitomes of Three Sciences (1890)
- Fact and Fable in Psychology (1900)
- The Subconscious (1906)
- The Qualities of Men (1910)
- Character and Temperament (1914)
- Charles Peirce as a Teacher, nel Journal of Philosophy, Psychology (1916)
- Scientific Methods (1916)
- The Psychology of Conviction (1918)
- Wish and Wisdom: Episodes in the Vagaries of Belief (1935)
- Story of Human Error (1936)